# Karl Mendel
Karl Albert Mendel (ur. 4 października 1897, zm. 6 czerwca 1918) – as lotnictwa niemieckiego Luftstreitkräfte z 7 potwierdzonymi  zwycięstwami w I wojnie światowej.
Od kwietnia 1917 roku służył w eskadrze myśliwskiej Jagdstaffel 15. W jednostce odniósł dwa zwycięstwa, pierwsze 13 sierpnia nad balonem obserwacyjnym, a drugie 23 października. 20 marca 1918 roku został przeniesiony do Jagdstaffel 18, gdzie wkrótce stał się jej największym asem z 5 zwycięstwami. Zginął w walce 6 czerwca 1918 roku.